# 札幌グルメフーズ
株式会社札幌グルメフーズ（さっぽろグルメフーズ、英: SAPPORO GOURMET FOODS CO., LTD.）は、日本の食品・菓子製造・販売企業。北海道札幌市白石区に所在する。
1989年に設立された企業であり
「夕張メロンキャラメル」や「ジンギスカンキャラメル」などの土産菓子、北海道の特産品を活かした菓子や土産を販売している。

## 沿革
1950年に北海道北見市で創業された飴製造業「長屋製菓」が前身である。長屋製菓では、当初は北見の特産品であるハッカを原料とした天然ハッカ飴のみを製造していた。
昭和60年代に大手の得意先の企業から、「北海道の企業」という理由だけでラーメンの注文を受けた。注文からしばらくは、本業であるハッカ飴の製造の合間に、注文に応じていた。その後に、徐々に注文数が増加したために、社内に新たに食品事業部を設立して、飴以外の食品も本格的に扱うようになった。自社のギフトセット商品として、札幌ラーメン横丁の名店をもとにしたラーメンのセットを発売したところ、地元百貨店で売上ベスト3に入るほどのヒット商品となった。
この食品事業部をもとにして、長屋製菓から独立して1989年に設立された企業が、札幌グルメフーズである。札幌市白石区の本社の他に、かつては北見に工場が存在したが、新型コロナウイルス感染拡大による業務縮小のために、2022年3月31日をもって工場が閉鎖された。

## 特徴
札幌グルメフーズとしての創業以降は、長屋製菓の食品事業部時代の天然ハッカ飴やラーメンに加えて、北海道の特産品を活かした菓子や土産を販売している。夕張市農業協同組合の協力による「夕張メロンキャラメル」、「美味しくなくて有名」といわれる異色のヒット商品「ジンギスカンキャラメル」、白い恋人（石屋製菓）に似た名前として話題の「黒い恋人」などの販売で知られている。特に夕張メロンキャラメルは、ハッカが好き嫌いが分かれることから、夕張メロンに着目して開発したものであり、北海道土産菓子の大定番との声もある。
企業としては少人数であるが、市場調査によって顧客の嗜好の変化や買値の変動などに対して、迅速に対応することを特色としている。